# Partito Comunista Jugoslavo del Montenegro
Il Partito Comunista Jugoslavo del Montenegro (in serbo-croato Jugoslovenska Komunistička Partija Crne Gore/Југословенска Комунистичка Партија Црне Горе) è un partito comunista montegrino d'ispirazione marxista, titoista, nostalgico jugoslavo e antifascista.

## Ideologia
L'ideologia ed il funzionamento del partito sono definiti nello statuto.
Negli articoli 3 e 4 del suo statuto il partito dichiara di aderire al comunismo scientifico marxista e di avere come principale obiettivi l'istituzione di una società priva di classi sociali e la ricostituzione della Jugoslavia.
Nel sesto articolo si definiscono i simboli del partito: una stella dal bordo dorato con la falce e il martello al suo interno e la sigla del partito (JKP CG) su sfondo rosso come bandiera e L'Internazionale come inno.

## Attività
Quattro edizioni del giornale del partito Komunist pubblicate tra il 2006 e il 2008 sono disponibili gratuitamente sul sito ufficiale.
Il partito è stato fondato il 25 settembre 2009 come risultato dell'unione di due partiti la Lega dei Comunisti di Jugoslavia-Comunisti del Montenegro e i Comunisti Jugoslavi del Montenegro.
Durante le elezioni municipali del 2010, il Partito Comunista Jugoslavo del Montenegro ha conquistato un seggio nel parlamento municipale di Plužine.
Nelle elezioni del 2016 il JKP offrì il suo supporto extra-parlamentare al Fronte Democratico in quanto principale forza di opposizione.
Nel febbraio del 2023 il partito si è espresso contro gli atti vandalici ai danni della tomba di Ljubo Čupić, membro del movimento di resistenza comunista ed eroe di guerra Jugoslavo, tenuto in alta considerazione dal  partito.
Nelle elezioni presidenziali del 2023, il partito ha espresso il suo supporto per Jakov Milatović.